# Koray Şanlı
Koray Şanlı (* 26. Dezember 1989 in Mersin) ist ein türkischer ehemaliger Fußballspieler.

## Karriere

### Verein
Koray Şanlı begann mit dem Vereinsfußball in der Jugend von İstanbulspor und durchlief anschließend die Jugendmannschaften mehrerer Istanbuler Vereine, u. a. von Beşiktaş Istanbul. Im Frühjahr 2007 erhielt er bei Beşiktaş einen Profivertrag, spielte in der Folge aber weiterhin fast ausschließlich für die Reservemannschaft. Lediglich in einer Ligabegegnung machte er sein Debüt für die Profimannschaft.
Im Sommer 2008 wurde er für eine Saison an den Drittligisten Akçaabat Sebatspor ausgeliehen und spielte hier eine Spielzeit lang durchgängig. 
Anschließend wechselte er zur Saison 2009/10 zum Zweitligisten Adanaspor. In seiner ersten Saison kam er als Ergänzungsspieler zu regelmäßigen Einsätzen und verpasste mit seiner Mannschaft den Aufstieg in die Süper Lig erst in der Relegation der TFF 1. Lig. Während er in der Saison 2010/11 regelmäßig als Auswechselspieler zum Einsatz kam, eroberte er sich in der nächsten Saison wieder einen Stammplatz. In der Spielzeit 2011/12 schaffte er es mit seinem Verein bis ins Playoff-Finale der TFF 1. Lig. Im Finale unterlag man in der Verlängerung Kasımpaşa Istanbul 2:3 und verpasste somit den Aufstieg in die Süper Lig erst in der letzten Begegnung.
Zur Saison 2013/14 wechselte Şanlı zu Yeni Malatyaspor. Mit diesem Verein erreichte er am 34. Spieltag der Saison 2014/15, dem letzten Spieltag der Saison, die Meisterschaft und damit den Aufstieg in die TFF 1. Lig.
Im Januar 2016 wechselte er zu Gümüşhanespor. Weitere Stationen in der dritten Liga schlossen sich bis zum Karriereende 2019 an.

### Nationalmannschaft
Koray Şanlı durchlief die türkischen U-18- und U-19-Jugendnationalmannschaften.

## Erfolge
Mit Yeni Malatyaspor
- Meister der TFF 2. Lig und Aufstieg in die TFF 1. Lig: 2014/15